# Allt om min buske
Allt om min buske is een Zweedse film uit 2007.

## Plot
Nils (Ola Rapace) heeft een nieuwe job gekregen en verhuist met zijn vrouw Karin (Karin Lithman) en zijn dochter uit zijn eerste huwelijk Barbro (Amanda Davin) naar een nieuw huis. Naast hen wonen de gezusters Lily (Maria Kulle) en Isabel (Beate Rostin) samen met hun broer Franz (Albin Holmberg). Ze hebben een prachtige tuin, maar zijn allesbehalve normaal te noemen: Lily is een geobeseerde controlefreak, Isabel is een lesbische die verliefd wordt op Karin en Franz kweekt zijn eigen hallucinogene paddenstoelen.

## Cast
- Ola Rapace - Nils
- Maria Kulle - Lily
- David Dencik - Henning
- Karin Lithman - Karin
- Beate Rostin - Isabel
- Amanda Davin - Barbro
- Albin Holmberg - Franz
- Per Burell - Axel
- Adam Stone - Carl
- Henrik Dahl - Björn